# Li Yu (director)
Li Yu (xinès: 李玉) (Zouping 1973 -) guionista i directora de cinema xinesa. Molt reconeguda a nivell internacional i guanyadora de nombrosos premis (Venècia, Berlín i Tribeca entre altres).

## Biografia
Li Yu va néixer el 2 de desembre de 1973 a Zouping, província de Shandong (Xina). Mentre estudiava va treballar com presentadora en una cadena de televisió de Shandong. Després de graduar-se en literatura va marxar a Pequín, on va ser contractada per la CCTV, com a directora de documentals per al programa 生活空间 (Living Space). Durant tres anys va fer documentals com "Sisters" (姐姐) el 1996, "Stay and Hope" (守望) el 1997 i "Honors and Dreams" (光荣与梦想).
Li Yu va fer una transició important des de la seva experiència com a documentalista al cinema de ficció, mantenint en les seves pel·lícules elements quasi documentals. L'any 2000 va iniciar la seva carrera com a directora amb la pel·lícula "Fish and Elephant" (今年夏天) que va tenir un gran èxit però també problemes amb la censura al tractar el tema de l'amor lèsbic. La pel·lícula va guanyar premis a la La 62a Mostra Internacional de Cinema de Venècia i al 52è Festival Internacional de Cinema de Berlín.
La segona pel·lícula la va fer l'any 2005: "Dam Street" (红颜), que va guanyar un premi al Festival Internacional de Cinema de Busan i va ser premiada a la Biennal de Venècia l'any 2005 on es va estrenar; també va ser coronada amb el Lotus d'or a la millor pel·lícula al Festival de Cinema Asiàtic de Deauville el 2006 i l'actriu Li Kechun (李克纯) va rebre un Coq d'or al festival del mateix nom per la seva interpretació de la mare de Xiaoyun.
Va ser amb la seva tercera pel·lícula, l'any 2006, que Li Yu realment es va fer un nom, sobretot a l'estranger: "Lost in Beijing" (苹果) Produïda per Laurel Films i protagonitzada per l'actriu Fan Bingbing, va tenir molts problemes amb la censura per les escenes de sexe. La pel·lícula es va presentar al festival de Berlín del 2007 i es va prohibir a la Xina i va ser estrenada a Hong Kong amb una prohibició per a menors de 18 anys. A Laurel Films i Li Yu se'ls va prohibir el rodatge durant dos anys.
L'any 2010 va guanyar el Premi a la Millor Contribució Artística al 23è Festival Internacional de Cinema de Tòquio i el Premi a la Millor Pel·lícula a l'Asian Film Festival Barcelona (Casa Asia Film Week) del 2011 amb la pel·lícula 观音山 (Buddha Mountain).
El 2012, va dirigir "Double Xposure" (二次曝光), pel·lícula tècnicament i visualment més complexa que les anteriors, rodada en 35 mm però amb flashbacks en 16 mm, barreja de seqüències submarines, plans d'helicòpter i efectes especials, tot signat amb Florian Zinke que va ser l'assistent de fotografia de "Buddha Mountain". la pel·lícula va ser un gran èxit i va aportar més de 108 milions de RMB per un pressupost de 45 milions.
Per al seu sisè llargmetratge, "Ever Since We Love" (万物生长), Li Yu va optar per adaptar una novel·la de Feng Tang, considerada un equivalent xinès de "El vigilant en el camp de segol" (Catcher in the Rye): de l'escriptor estatunidenc J.D. Salinger.
La seva darrera pel·lícula "The Fallen Bridge" 断·桥 s'estrenarà durant el Dragon Boat Festival el 2 de juny de 2022.

## Filmografia
| Any  | Títol anglès       | Títol xinès |
| ---- | ------------------ | ----------- |
| 1996 | Sisters            | 姐姐        |
| 1997 | Stay and Hope      | 守望        |
| 1998 | Honor and Dreams   | 光荣与梦想  |
| 2001 | Fish and Elephant  | 今年夏天    |
| 2005 | Dam Street         | 红颜        |
| 2007 | Lost in Beijing    | 苹果        |
| 2010 | Buddha Mountain    | 观音山      |
| 2012 | Double Xposure     | 二次曝光    |
| 2015 | Ever Since We Love | 万物生长    |
| 2020 | The Old Town Girls | 兔子暴力    |
| 2021 | Tiger Robbers      | 阳光劫匪    |
| 2022 | The Fallen Bridge  | 断·桥       |